# Mallemukken
Die Mallemukken (Y385) war ein Hilfsschiff der dänischen Marine. Als Ahti (A431) wurde das Schiff später von der estnischen Marine eingesetzt und gehörte dort zur Minenabwehrdivision (Miinilaevade Divisjon).

## Geschichte
Die spätere Ahti wurde als Schiff der Maagen-Klasse 1960 in Dänemark für die Marine gebaut und von dieser als Mallemukken in Dienst gestellt. Nach der Außerdienststellung im Jahr 1991 wurde sie 1994 der estnischen Marine zum Geschenk gemacht. Es war das erste Schiff der neu aufgestellten Seestreitkräfte des Landes und das erste Schiff, welches die dänische Marine an ein anderes Land übergeben hat.
Als man im Jahr 2006 die ehemalige Lindormen als Tasuja (ebenfalls von der dänischen Marine) übernahm, war diese bereits als Ersatz für die Ahti vorgesehen.
Zwischenzeitlich wurde das Schiff auch außer Dienst gestellt, aber offenbar bis 2009 immer wieder genutzt.

## Zweite Dienstzeit (estnische Marine)

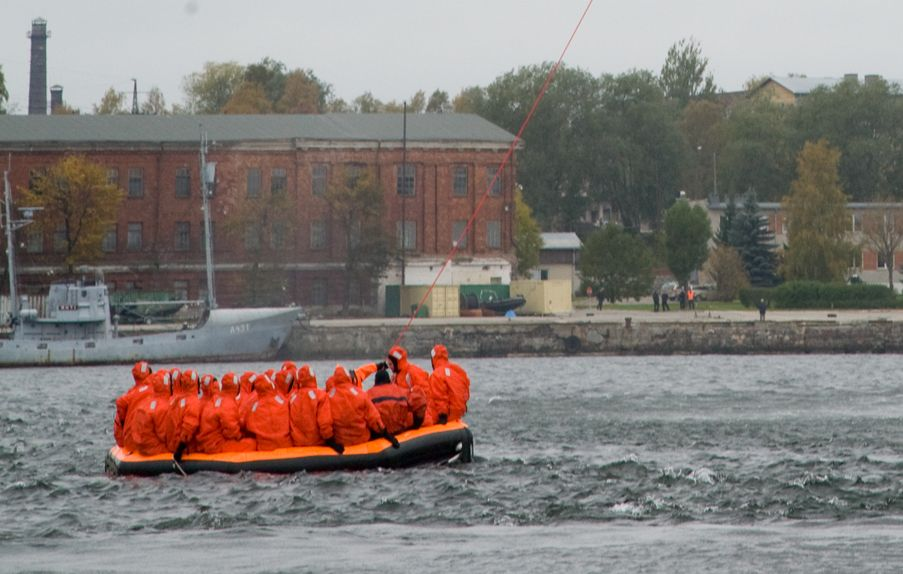
Die Ahti im Hintergrund am Kai im Stützpunkt Miinisadam

Am 29. März 1994 wurde das Schiff, unter dem Namen Ahti (A431), in Estland wieder in Dienst gestellt. Der neue Schiffsname leitete sich vom nordischen Meeresgott Ahti ab und wurde bereits zuvor von der estnischen Marine verwendet.

### Aufgaben
- Plattform für Einsätze und Ausbildung der EOD Tuukrigrupp

### Pannen
Im Mai 1999 kam es aufgrund einer Fahrlässigkeit zum Überpumpen und somit zum Auslaufen von Kraftstoff während der Betankung in der Marinebasis der estnischen Marine. Da jedoch zu dieser Zeit Ebbe herrschte, konnte der Gefahrstoff schnell aufgefangen werden.